# Villagonzalo
Villagonzalo – gmina w Hiszpanii, w prowincji Badajoz, w Estramadurze, o powierzchni 40,82 km². W 2011 roku gmina liczyła 1321 mieszkańców.